# Antonio Trivulzio, iuniore
Antonio Trivulzio, iuniore (né à Milan en 1514 et mort dans le château de Saint-Martin, près de Paris, le 25 juin 1559) est un cardinal italien du XVIe siècle.

## Repères biographiques
Trivulzio est notamment référendaire au Tribunal suprême de la Signature apostolique. Il est élu évêque de Toulon en 1535. Il est vice-légat à Avignon en 1544-1547. Il s'oppose vivement contre l'entrée des protestants dans le comtat Venaissin et soutient les armées du roi de France qui chassent les protestants de Cabrières et Mérindol. Il est encore vice-légat à Pérouse en 1549-1550 et il est nommé nonce apostolique en France en 1550.
Nonce à Venise en 1556-57, le pape Paul IV le crée cardinal lors du consistoire du 15 mars 1557. Le cardinal Trivulzio est nommé légat a latere en France pour rétablir la paix entre les rois Henri II de France et Philippe II d'Espagne, mission qui aboutit au traité de Cateau-Cambrésis.